# 连湖农场
连湖农场，是中华人民共和国宁夏回族自治区吴忠市青铜峡市下辖的一个乡镇级行政单位。

## 行政区划
连湖农场下辖以下地区：
连湖社区、玉泉营分场村和农业公司村。